# Дарксайд
Дарксайд (на английски: Darkseid) е измислен персонаж, суперзлодей от комикси в продължение на 40 години на издаделството ДиСи Комикс. Първата му поява е в Superman's Pal Jimmy Olsen #134 през ноември 1970 година. Създаден е от художника и писател Джак Кърби.
Дарксайд е един от най-могъщите злодеи на ДиСи Вселената. Появява се в минипоредицата Новите богове, където е представен като владетел на планетата Апоколипс. Той е враг на Генезис и Супермен. Името му се свързва и с играчки и видео игри. Дaрксайд е класиран от IGN на 6-о място в класацията на топ 100 злодеи от комикси за всички времена.